# Lerala
Lerala is een dorp in het district Central in Botswana. De plaats telt 6871 inwoners (2011).